# Нгоронгоро
Нгоронгоро е кратер на угаснал вулкан или по-точно калдера, намиращ се в едноименния окръг в северната част на Танзания.
Угаснал е преди около 250 000 години, а за пръв път изригнал преди около 2 500 000 години. Мощните взривове унищожили върха му и оформили кратер със съвършена куполобразна форма. Той е най-големият вулкански кратер на Земята. Диаметърът му е 20 км. Стените на кратера се издигат стръмно на височина 600 м от дъното му, което днес представлява обширна долина.
Дъното на кратера с площ от 260 кв. км е едно от най-гъсто населените места с диви животни в Африка и броят им е около 30 000.
Кратерът Нгоронгоро е обявен за резерват и служи за убежище на много редки африкански животни. Тук се срещат 50 вида едри бозайници (лъвове, слонове, носорози, хипопотами, няколко вида антилопи, африкански маймуни, павиани, брадавичести свине и хиени.) Има и над 200 вида птици (щрауси, патици и токачки). Всяка година след обилните дъждове от декември до май пасищата на кратера стават изумрудено зелени, отрупани с розови, жълти, сини и бели цветчета от петуния, лупина, маргаритка и рядка синя детелина, виреещи върху богатата вулканична почва.
В кратера има много извори и потоци и голямо солено езеро с яркосиня вода. То не пресъхва напълно и при силни горещини.

## История
Нгоронгоро е обявен за резерват през 1959 г. Особена заслуга за това имат немският изследовател Бернхард Гжимек и неговият син Михаел Гжимек. Двамата заснемат през 1957 г. филма Серенгети не бива да загине. По време на снимките придвижването на стадата гну бива внимателно изследвано с помощта на два малки самолета. Благодарение на проучванията им се установяват непознати дотогава особености на миграцията на животните. Данните помагат за определяне на границите на резервата.